# Láska je fata morgána
Láska je fata morgána je druhé studiové album Světlany Nálepkové nahrané v Studio A Karlín. Album vyšlo v září roku 1998. Je složené z českých verzí textů anglických a německých swingových písní a titulní písně Láska je fata morgána od Františka Svojíka. Hudební aranžmá složil Jiří Toufar.

## Seznam skladeb
Všechny české texty napsal Jiří Dědeček a text k titulní písni napsal Jarka Mottl.
1. Už nikdy víc (I'm Through With Love) 03:38
2. Bez tebe je mě půl (You Are The Cream In My Coffee) 02:29
3. Navěky Tvá (Body And Soul) 03:12
4. S Tebou tak být (To Be With You) 02:55
5. Hele Čendo (Button Up Your Overcoat) 02:44
6. Dobrotu sekám (Ain't Misbehavin') 02:36
7. Podle mě jsi krásná (Bei Mir Bist Du Schön) 02:42
8. Prší dál (Stormy Weather) 03:04
9. Barovej král (Beat Me Daddy Eight To The Bar) 02:42
10. Muž mých snů (The Man I Love) 04:15
11. Ruku mi dej (Lady Be Good) 03:29
12. Vermut po nocích (Moonlight In Vermont) 03:23
13. Já toužím jen po tobě (I Wanna Be Loved By You) 03:09
14. Mé srdce patří taťkovi (My Heart Belongs To Daddy) 04:36
15. Lístky vrbový (Willow Weeps For Me) 03:51